# Thomas Enger
Thomas Enger (* 21. listopadu 1973, Oslo, Norsko) je norský spisovatel a hudebník. Po studiích sportu, žurnalistiky a historie pracoval devět let jako novinář v norských internetových novinách Nettavisen.

## Život
Narodil se v roce 1973 v Oslu v rodině učitele cizích jazyků a fyzioterapeutky. Má jednu sestru, která je lékařkou. Od mládí se věnoval sportu, který později také vystudoval a rok vyučoval tělocvik na škole v Jessheimu. Mezi studii dalších dvou oborů prošel několika zaměstnáními jako popelář na letišti, číšník v hotelu nebo prodavač v kiosku v nákupním centru. Zkušenosti z těchto povolání a znalosti získané studiem žurnalistiky a historie zúročil plně ve své spisovatelské profesi, které se věnuje od svých 20 let. Kromě literární činnosti také komponuje instrumentální skladby a hudbu k filmům a muzikálům. Ve volném čase hraje golf. Žije v Oslu se svojí ženou a dvěma dětmi.

## Dílo
Po čtyřech neúspěšných pokusech vydal v roce 2010 svůj první román Skinndød (angl. Burned, v českém překladu Kamenný déšť), který se stal až nečekaně úspěšným bestsellerem. Od té doby byl přeložen do řady různých jazyků a práva na tento román byla prodána do patnácti zemí po celém světě, mimo jiné i do Anglie, Dánska, Koreje, Itálie a USA. Hlavní postava románu, novinář Henning Juul má, podle vyjádření autora, četné autobiografické rysy (je novinář, má rád fotbal, hraje na piano, skládá písně a zajímá se o temné stránky života). Současně s tištěnou knihou byla pořízena i e−kniha, která byla za rok 2011 v anglickém Bristolu nominována na cenu eDunnit Award. V Polsku vyšla v roce 2012 audio verze tohoto titulu pod názvem Letarg.
Engerovo norské nakladatelství, Gyldendal, popsalo jeho román Skinndød (angl. Burned) jako „pravděpodobně ten nejlepší rukopis detektivního románu, který jsme kdy od začínajícího autora přijali.“ Tento titul je zároveň prvním autorovým detektivním románem o novináři Henningu Juulovi. Druhá kniha ze série s názvem Fantomsmerte (angl. Phantom Pain, v českém překladu Fantomová bolest) byla vydána v roce 2011. Třetí kniha nazvaná Blodtåke (angl.  Blood Mist) vyšla v Norsku v lednu 2013 a následovat budou v první etapě ještě nejméně dvě další.
Čtenáři již nyní považují Thomase Engera za nový norský fenomén v oblasti krimi beletrie. Je srovnáván především s Jo Nesbøem, který je spolu s Henningem Mankellem také nejoblíbenějším severským spisovatelem autora. Mezi ty další patří, kromě nestorů světové krimi, američtí autoři Harlan Coben a John Hart.